# Plaek Phibunsongkhram

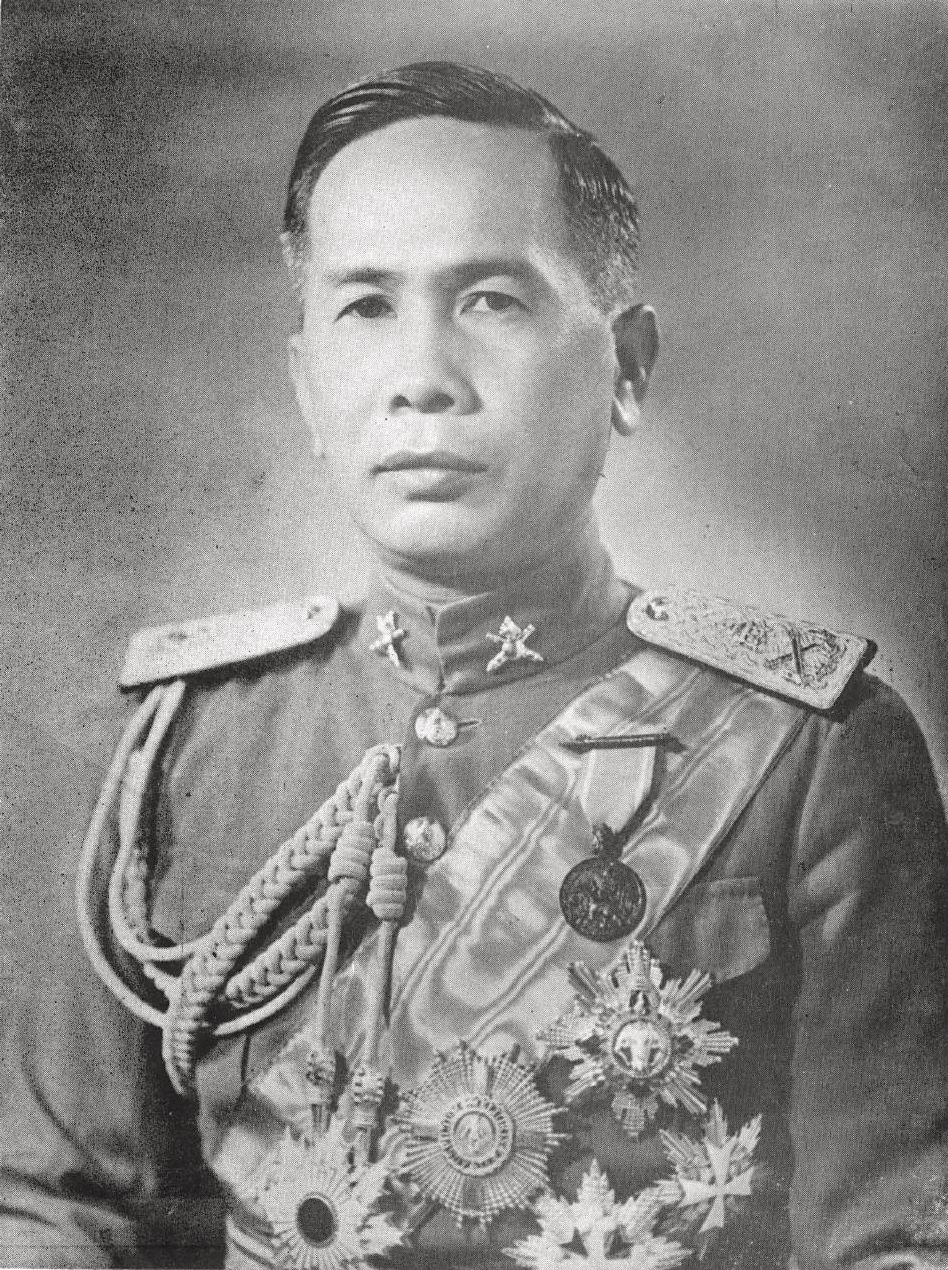
Porträt in Feldmarschalls-Uniform (ca. 1941)

Plaek Phibunsongkhram (thailändisch แปลก พิบูลสงคราม [plɛ̀ːk pʰíbuːn sǒŋkʰraːm], kurz Phibun; * 14. Juli 1897 in Nonthaburi als Plaek Khittasangkha; † 11. Juni 1964 in Sagamihara) war ein thailändischer Heeresoffizier und Politiker. Er war von 1938 bis 1944 und erneut von 1948 bis 1957 Ministerpräsident des Landes. Ab 1941 hatte er den Rang eines Feldmarschalls inne.
Als junger Artillerieoffizier studierte er an französischen Militärakademien. Er engagierte sich in der konstitutionalistischen „Volkspartei“ (Khana Ratsadon) und gewann nach deren Machtübernahme durch die Siamesische Revolution 1932 militärischen und politischen Einfluss. Nach der Niederschlagung eines royalistischen Umsturzversuchs wurde er 1934 Verteidigungsminister. 1938 wählte ihn das Parlament zum Ministerpräsidenten.
Phibunsongkhram regierte autoritär, er propagierte einen aggressiven Nationalismus und Militarismus und ergriff Maßnahmen, um Thailand kulturell zu modernisieren. Das faschistische Italien, das nationalsozialistische Deutschland und das autoritäre Japan dienten ihm als Vorbilder. Phibunsongkhram strebte ein „Groß-thailändisches Reich“ an und forderte Gebietsabtretungen vom britischen und französischen Kolonialreich. 1940 bis 1941 führte er Thailand in einen Krieg gegen Frankreich, 1942 an der Seite Japans in den Zweiten Weltkrieg. Im Juli 1944 wurde Phibunsongkhram zum Rücktritt gedrängt.
1947 putschte sich das Militär unter Phibunsongkhram wieder an die Macht. 1948 wurde er erneut Ministerpräsident. Er führte das Land wieder autoritär, diesmal jedoch im engen Bündnis mit den USA. Nachdem er ab 1955 Schritte zur Demokratisierung veranlasste, entmachtete ihn 1957 ein rivalisierender innermilitärischer Flügel. Phibunsongkhram ging ins Exil nach Japan, wo er auch starb.

## Herkunft, Ausbildung und Militärkarriere bis 1932

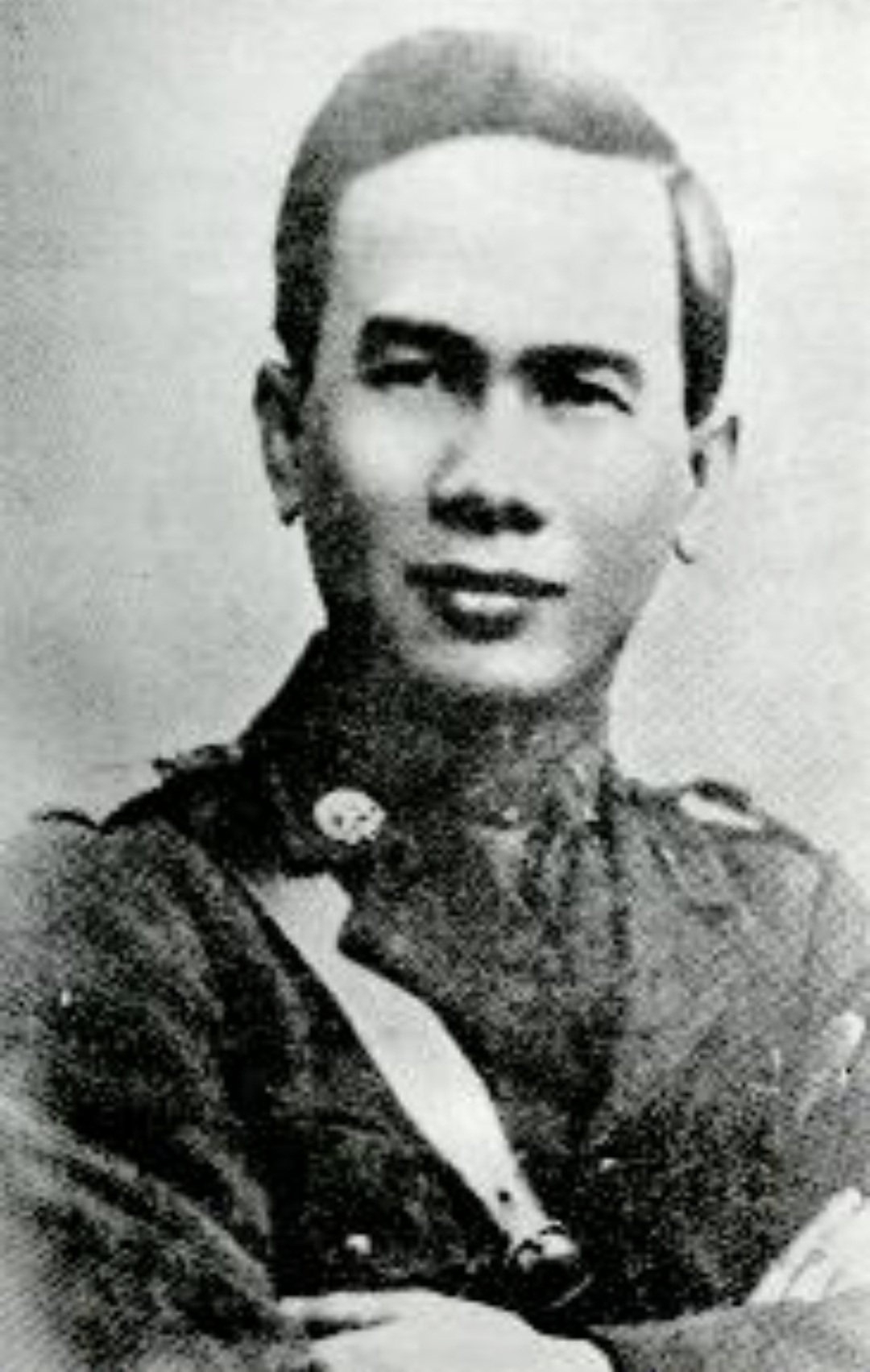
Der junge Phibunsongkhram

Plaek Khittasangkha wurde 1897 in Nonthaburi, einem nördlichen Vorort von Bangkok, geboren. Thailand hieß damals noch Siam. Er war der Sohn eines wohlhabenden Obstplantagenbesitzers, der Durian anbaute. Sein Vorname Plaek bedeutet „der Seltsame“ und bezieht sich auf die auffällige Form seiner Ohren (trotzdem wurde er später als gutaussehender Junge wahrgenommen). Schon als Kind hatte er eine Vorliebe für Uniformen. Mit zwölf nahm ihn die Infanterieschule an. Im Jahr 1917 trat er, nach seinem Abschluss bei der Chulachomklao-Militärakademie, dem Artillerieregiment in Phitsanulok bei und wurde zum Leutnant ernannt.
In dieser Zeit lernte er die sechs Jahre jüngere Lehrerin La-iad Bhandukravi kennen, die er kurz darauf heiratete. Die beiden bekamen im Laufe ihrer Ehe drei Söhne und drei Töchter. Der junge Offizier war bei seinen Kollegen beliebt und galt als sympathisch, kultiviert, fleißig und pünktlich. Er wurde aber, möglicherweise wegen seiner geringen Körpergröße, nicht als herausragend oder als angehende Führungsfigur wahrgenommen. 1921 wurde er an die Generalstabsschule nach Bangkok geschickt, von der er ein Stipendium für ein Studium der Militärwissenschaft in Frankreich erhielt.
Von 1924 bis 1927 hielt er sich zu seiner Ausbildung in Frankreich auf. Er studierte an den Militärakademien in Poitiers und Fontainebleau. In Frankreich baute er Kontakt zu anderen jungen Thailändern, die dort an Militärschulen und Universitäten lernten, auf. Diese stammten, wie er, überwiegend aus bürgerlichen Verhältnissen und nicht aus dem Adel. Mit ihnen entwickelte er, unter dem Einfluss der politischen Umgebung in der Französischen Republik, eine ablehnende Haltung gegenüber der absoluten Monarchie in der Heimat. In Frankreich begegnete er zum ersten Mal dem damaligen Jurastudenten Pridi Phanomyong, der der siamesischen Studentenvereinigung in Frankreich vorstand. Die beiden freundeten sich zunächst an, ihr Verhältnis entwickelte sich später jedoch zu einer Rivalität und „Hassfreundschaft“. Pridi und Prayun Phamonmontri, der ebenfalls in Frankreich studierte, trugen sich beide mit revolutionären Ideen und konnten Plaek überzeugen, an der Planung eines Umsturzes teilzunehmen. Diese wurde allerdings erst 1931 ernsthaft betrieben, nachdem alle Beteiligten nach Siam zurückgekehrt waren.
Nach seiner Rückkehr trat er in den Offiziersdienst ein. Ihm wurde, nach der Ernennung zum Hauptmann, 1928 der Ehrentitel Luang Phibunsongkhram verliehen, den er anschließend statt seines Geburtsnamens führte. Solche Namenswechsel bei Statusverbesserung waren in Siam üblich. Der Name bedeutet „ausgedehnter Krieg“. Später wurde er zum Major im Generalstab befördert und zum Stallmeister von Prinz Narisara Nuwattiwongs ernannt, gleichzeitig lehrte er Militärwissenschaft. Phibunsongkhram schloss sich der „Volkspartei“ (khana ratsadon) an, einer konstitutionalistischen Reformbewegung, der Offiziere, Intellektuelle und Bürokraten angehörten, die aber, anders als der Name nahelegt, nicht im Volk verwurzelt war. Zusammen mit dem Kavallerieoffizier Luang Tasnai war er für die Organisation des Umsturzes in der Armee zuständig. Nach dem erfolgreichen Staatsstreich im Juni 1932 (auch „Siamesische Revolution“ genannt), der den Übergang von der absoluten zur konstitutionellen Monarchie brachte, wurde er Vizekommandeur der Artillerie, übernahm aber zunächst keine politische Funktion.

## Heerführer und politische Karriere (1932–1938)

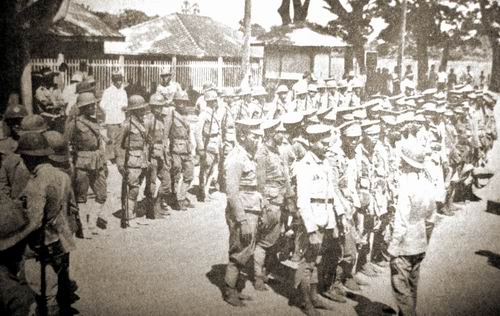
Regierungstruppen während der Boworadet-Rebellion

Phibunsongkhram spielte eine Schlüsselrolle beim Putsch im Juni 1933, der den Konstitutionalismus und die Herrschaft des militärischen Flügels der Volkspartei gegen eine Restauration der royalistischen Kräfte verteidigen sollte. Dadurch wurde sein militärischer und politischer Einfluss gestärkt. Seine Führungsrolle bei der Bekämpfung der Rebellion von Prinz Boworadet im Oktober 1933, verlieh ihm großes Prestige im Militär. Phibunsongkhram wurde zum Oberst befördert, wurde stellvertretender Oberbefehlshaber des Heeres und 1934 Verteidigungsminister in der Regierung von Phraya Phahon Phonphayuhasena. Dies war der zweitmächtigste Posten in dem ganz auf das Militär ausgerichteten Land.
Als Verteidigungsminister trieb Phibunsongkhram die Verbreitung von nationalistischer und militaristischer Propaganda voran, auch in den Lehrplänen der Schulen. Sein Ministerium gab 1935 den Film „Blut des Thailändischen Soldaten“ (Lueat thahan Thai) in Auftrag, der vom Überfall eines fiktiven Landes auf Thailand und dem darauf folgenden heldenhaften Verteidigungskampf handelte. Es förderte Theaterstücke wie „Das Blut Suphanburis“ (Lueat Suphan) und „Die Prinzessin von Hsenwi“ (Chaoying Hsenwi), die Phibunsongkhrams späterer Chefideologe und -propagandist Wichitwathakan schrieb. Das eine hatte den Opfermut und Heldengeist des einfachen Volks zum Inhalt, durch den die Abwehr einer birmanischen Invasion gelang. Das andere betonte die historische Solidarität von Thai und Shan (die ethnologisch miteinander verwandt sind). Phibunsongkhram ließ Denkmäler zu Ehren von Königen wie Naresuan und Taksin, die ihm volksnahe und militärisch erfolgreiche Vorbilder waren, errichten.
Bereits vor seinem Aufstieg an die Regierungsspitze entkam Phibunsongkhram mehreren Anschlagsversuchen. 1934 wurde nach einem Armeefußballspiel auf ihn geschossen. 1935 wurde eine Verschwörung von Feldwebeln aufgedeckt, die angeblich den ganzen Ministerrat umbringen wollten. Im November 1938 versuchte Phibunsongkhrams Fahrer, ihn zu erschießen, einen Monat später gab es einen Vergiftungsversuch.
Als es 1938 zu einem Skandal um den Verkauf des konfiszierten Eigentums des abgedankten Königs Prajadhipok kam, stürzte die Regierung von Phraya Phahon. Phibun, der ebenfalls mitgeboten hatte, zog sein Angebot zurück und konnte sich von jeder Schuld reinwaschen. Daraufhin wurde er mit deutlicher Mehrheit vom Parlament zum Ministerpräsidenten gewählt und vom Regentenrat am 16. Dezember 1938 ernannt.

## Erste Amtszeit als Ministerpräsident (1938–1944)

### Autoritäre Herrschaft

Kabinett Phibunsongkhram 1938

Phibunsongkhram war zwar auf verfassungsmäßigem Weg ins Amt des Regierungschefs gekommen, regierte dann aber autokratisch. Bereits zu Beginn seiner Amtszeit als Premier nutzte er seine Machtstellung, um sich politischer Opponenten zu entledigen. Ihnen wurde der Prozess wegen Hochverrats gemacht. Angeblich hatten sie sich gegen den jungen König Ananda Mahidol verschworen, um den Ex-König Prajadhipok wieder auf den Thron zu bringen. Auf der Anklagebank saßen Royalisten und Exponenten des Adels, die dem alten Regime anhingen, einschließlich des Onkels des Königs, Prinz Rangsit Prayurasakdi, daneben Anhänger des Obersts Phraya Songsuradet, aber auch Führer der Opposition in der Nationalversammlung. Nach einem fragwürdigen Prozess verurteilte ein außerordentliches Gericht 18 von ihnen zum Tode, gegen 52 weitere sprach es ebenfalls strenge Strafen aus. Dutzende wurden auf der abgelegenen Insel Tarutao inhaftiert. Damit war die Opposition der konservativen Royalisten ausgeschaltet, aber auch diejenige innerhalb der Volkspartei geschwächt. Altkönig Prajadhipok wurde zur persona non grata erklärt, seine Bilder mussten aus der Öffentlichkeit entfernt werden.
Nach der erfolgten Niederschlagung der vermeintlichen „Songsuradet-Rebellion“ ließ Phibunsongkhram im Zentrum Bangkoks, auf der Mitte des Ratchadamnoen-Boulevards, das Demokratiedenkmal als Symbol des Siegs des Konstitutionalismus über die absolute Monarchie errichten. Unter „Demokratie“ verstand Phibunsongkhram allerdings die Herrschaft der Volkspartei, insbesondere ihres rechten Flügels, und des Militärs im Rahmen der bedingt demokratischen Verfassung von 1932 durch ein ernanntes Parlament, also eher das Konzept einer aufgeklärten Wenigenherrschaft. Das Demokratiedenkmal stellte sich Phibunsongkhram als Mittelpunkt des modernen Bangkok vor, vergleichbar mit dem Triumphbogen in Paris.
Auch innerhalb der Volkspartei kam es zunehmend zu Konflikten. Phibunsongkhrams einstiger Studienfreund Pridi Phanomyong, der dem liberalen und zivilen Flügel der Volkspartei vorstand, wurde zu seinem wichtigsten Rivalen. Einerseits lehnten beide jegliche politische Einmischung der Monarchie ab und Pridi hatte die Errichtung von Sondergerichten zur Aburteilung der vermeintlichen Verschwörer gegen die konstitutionelle Ordnung gebilligt. Andererseits kritisierten die progressiven Intellektuellen aus Pridis Lager die dominante Rolle der Streitkräfte und forderten eine Kürzung des Verteidigungshaushalts, während Phibunsongkhram Militärs und Konservative um sich sammelte, die eine starke Führung des Landes wünschten.
Phibunsongkhram eiferte erklärtermaßen Machtmenschen wie Napoleon Bonaparte nach, tendierte zu Selbstherrlichkeit und bediente sich teils raffinierter, gelegentlich auch brutaler politischer Methoden. Andererseits war er beherrscht, wirkte im persönlichen Auftreten, selbst seinen Kritikern gegenüber, bescheiden, zurückhaltend und sogar charmant. Mehrere Quellen heben Phibunsongkhrams gewinnende Wirkung aufgrund seines guten Aussehens, seiner Höflichkeit und seiner guten Manieren hervor.
Der Feldmarschall ließ in Lop Buri in den 1930er- und 40er-Jahren eine der wichtigsten Basen des thailändischen Heeres errichten. Bis heute ist es eine bedeutende Garnisonsstadt. Außerdem wurde ab 1943 aus militärischen Gründen die Thanon Suranarai von Lop Buri bis in den Isan errichtet, diese Fernstraße wurde jedoch erst nach 1951 fertiggestellt.

### Nationalistische Propaganda
Die Regierungszeit Phibunsongkhrams war von völkischem Nationalismus, Verherrlichung der Geschichte des Landes und dem Streben nach wirtschaftlicher Autarkie geprägt. Phibunsongkhram förderte Paraden, paramilitärische Jugendorganisationen und drohte den Nachbarländern mit Ausdehnungsbestrebungen. Autoritäre Regimes, die zur damaligen Zeit weltweit verbreitet waren, dienten ihm als Vorbild – neben den italienischen und deutschen Faschisten auch die ultranationalistischen Militärregierungen der Türkei und Japans. Phibunsongkhrams Freund und Verbündeter Prayun Phamonmontri, dessen Mutter Deutsche war, hatte im Deutschen Reich den Aufbau des Nationalsozialismus beobachtet. Phibunsongkhram träumte von einem „Pan-Thai-Staat“, der alle Tai-Völker in einer Nation vereinen sollte. Er war der maßgebliche Betreiber der Umbenennung Siams in Thailand, die am 24. Juni 1939 offiziell wurde.
Phibunsongkhrams Chefideologe und -propagandist war Wichit Wichitwathakan, ein Bewunderer Benito Mussolinis, den der damalige britische Botschafter in Thailand als „Taschen-Goebbels“ bezeichnete. Wichit verfasste nationalistische Dramen und prägte die populistisch-ultranationalistische Ideologie des Phibunsongkhram-Regimes. Diese zeichnete sich durch eine erheblich größere Aggressivität aus, als der elitäre Nationalismus der Ära König Vajiravudhs zu Beginn des 20. Jahrhunderts. Elemente der absolutistischen Ideologie des ausgehenden 19. Jahrhunderts, wie die Mystifizierung der thailändischen Geschichte und Nation, verband er mit dem nationalistischen Populismus der 1920er- und 30er-Jahre. Wichit nutzte das aufkommende Radio, die Verbreitung von Fotografien und Parolen, um die Massen zu mobilisieren. Er war der maßgebliche Kopf hinter Forderungen, die 1907/1909 an Frankreich und Großbritannien abgetretenen Gebiete aus der Kolonialherrschaft zu „befreien“. Die zerstreute „thailändische Völkerfamilie“ sollte aufgrund ihrer kulturellen Gemeinsamkeiten und „rassischen“ Verwandtschaft vereint werden. Nach 1939 schürte die Regierung eine frankreichfeindliche Stimmung und verhandelte mit Frankreich über eine Korrektur der Verträge über die Grenzgebiete am Mekong.
Die Regierung verteilte Landkarten an die Schulen, in denen die „verlorenen Gebiete“ Thailands verzeichnet waren. Der Rundfunksender der Armee forderte die Errichtung eines „Groß-Thailändischen Reiches“ (maha anachak Thai), wobei die nationalistischen Ideologen der Regierung ausdrücklich auf Adolf Hitler und den Anschluss Österreichs Bezug nahmen. Phibunsongkhram und Wichit befürchteten, dass es nach dem Zweiten Weltkrieg nur noch Großmächte und deren abhängige Gebiete geben würde. Daher wollten sie sicherstellen, dass Thailand zu den Großmächten gehören würde. Der Premier formulierte: „Wenn wir kein Abschaum sein wollen, müssen wir eine Großmacht sein.“

### Ökonomischer Nationalismus und anti-chinesische Politik
Phibunsongkhrams Politik der wirtschaftlichen Autarkie richtete sich grundsätzlich gegen alle ausländischen Unternehmen. Sie betraf aber besonders die teilweise wirtschaftlich einflussreichen chinesischen Einwanderer. Hierbei spielte auch das Ziel einer ethnisch homogenen Nation eine Rolle. Im Rahmen der „Thaiisierung“ wurden die Einwohner chinesischer Abstammung gedrängt, ihre Familiennamen den thailändischen anzupassen. Die Regierung gründete Staatsunternehmen, um das chinesische Privatkapital zurückzudrängen, und stellte bestimmte Wirtschaftszweige unter das Monopol des Staates. Dies brachte chinesische Händler und Produzenten in Schwierigkeiten oder sogar in den Konkurs. In den Jahren 1939 und 1940 wurde Chinesen die Betätigung in verschiedenen Gewerben und Berufen untersagt. Die Steuern auf Handelsgewinne wurden stark erhöht, was hauptsächlich chinesische Kaufleute betraf, die diesen Sektor dominierten.
Die Polizei ging repressiv gegen chinesische politische Aktivisten vor. Staatliche Stellen stellten chinesischsprachige Presseerzeugnisse und Schulen zunehmend unter ihre Kontrolle. Im Jahr 1939 schlossen die Behörden 25 chinesischsprachige Schulen. Die Polizei durchsuchte im August desselben Jahres Bildungsinstitutionen, Redaktionen und Druckereien chinesischer Zeitungen und verhaftete hunderte Personen, die teilweise später auch zu Haftstrafen verurteilt wurden.
Phibunsongkhrams Chefideologe Wichitwathakan bezeichnete die Chinesen als „Juden des Orients“ und überlegte öffentlich, die Judenpolitik der deutschen Nationalsozialisten auf die Chinesen in Thailand zu übertragen. Die aggressive antichinesische Stimmung und die erhöhte Registrierungsgebühr führte zu einem Rückgang der Einwandererzahlen, nachdem 1937/38 noch 60.000 Chinesen immigriert waren. Während vor allem Arbeiter und Kleinunternehmer von der Diskriminierung betroffen waren, konnte die Vorherrschaft des chinesischen Großkapitals nicht gebrochen werden. Die Assimilation der Chinesischstämmigen in die thailändische Gesellschaft verstärkte sich aber.

### Kulturelle Reformen

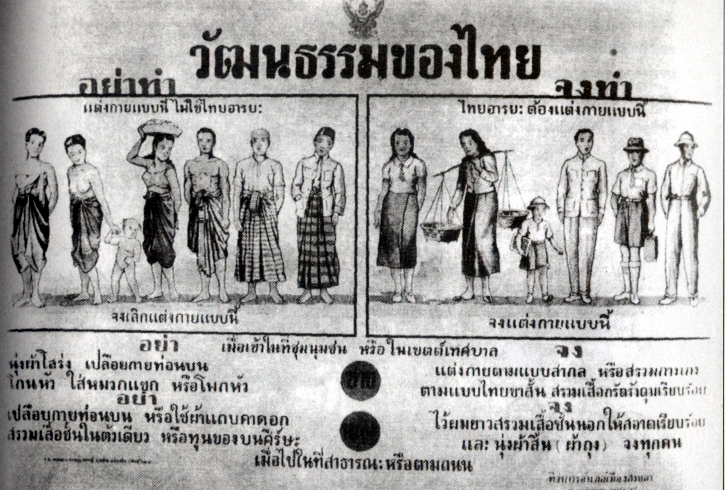
Plakat mit der Gegenüberstellung von „unzivilisierter“ (links) und „zivilisierter“ Kleidung (rechts), das während der Regierungszeit von Phibunsongkhram herausgegeben wurde

Gleichzeitig betrieb das Phibunsongkhram-Regime eine Politik der kulturellen Modernisierung. Es versuchte, Thailand ethnisch zu homogenisieren (Thaiisierung). Die bisherigen kulturellen Unterschiede, beispielsweise zwischen Zentral-, Nordost- und Nord-Thai fanden offiziell keine Erwähnung mehr. Die Regierung drängte Thailänder im ganzen Land, den Dialekt der Zentralregion zu verwenden. Die Lao-Schrift in der Nordostregion (Isan) und die Dhamma-Schrift im Norden, die jeweils zur Schreibung der regionalen Sprachen verwendet wurden, drängte sie zurück. Phibunsongkhram setzte eine Arbeitsgruppe ein, die eine Reform und Vereinfachung des komplizierten Alphabets und der teilweise unregelmäßigen Orthografie des Thailändischen ausarbeitete. Das sollte es auch für die Angehörigen der Minderheiten und anderer Tai-Völker einfach machen, die Nationalsprache zu erlernen. Eine umfassende Erneuerung ließ sich jedoch aufgrund des Widerstands von Intellektuellen und Klerus nicht durchsetzen.

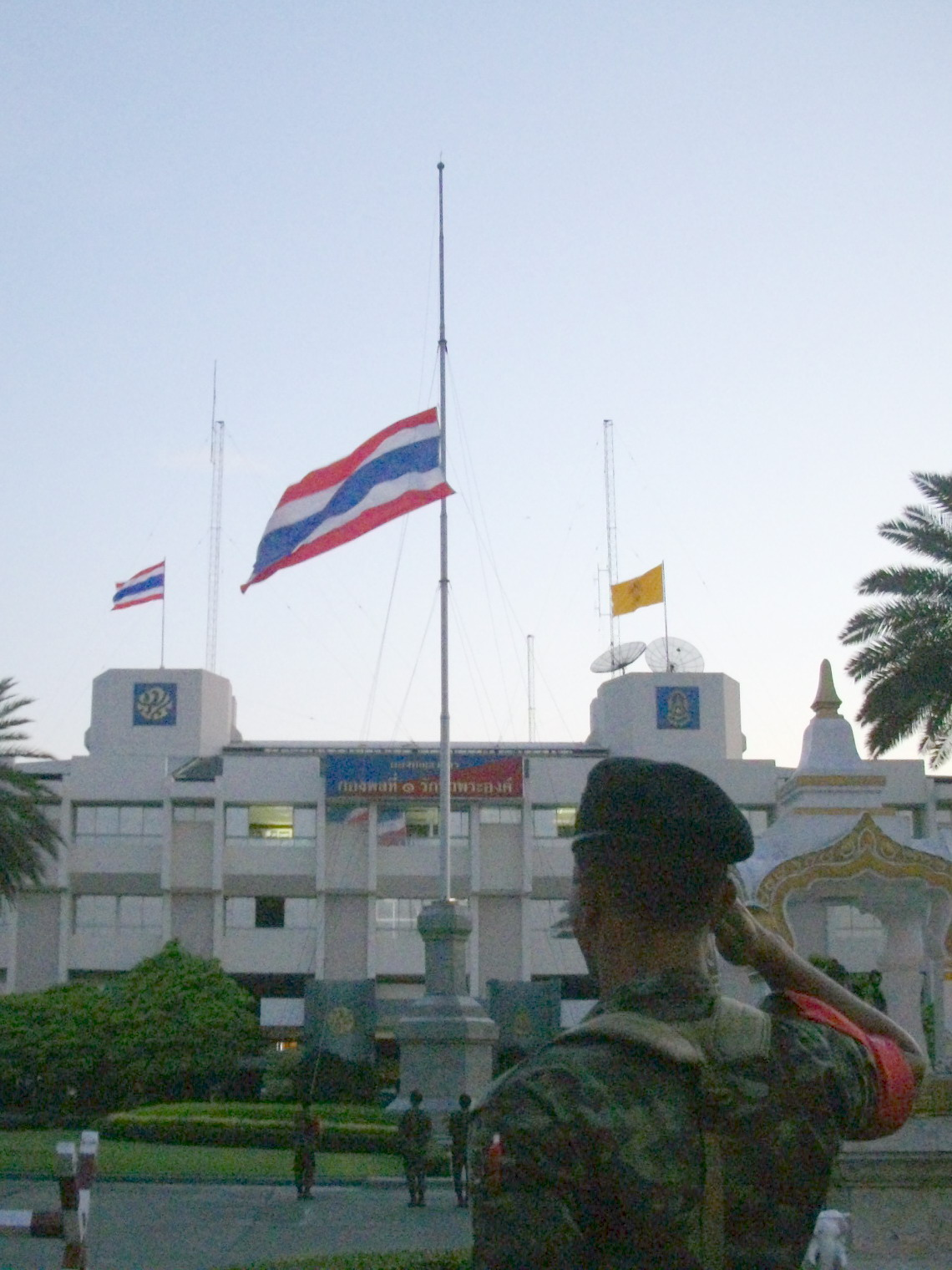
Vor allen öffentlichen Gebäuden wird die Nationalflagge, Phibunsongkhrams Edikt von 1939 gemäß, morgens feierlich gehisst und abends eingeholt.

Ebenfalls der kulturellen Erneuerung dienten Phibunsongkhrams von 1939 bis 1942 in Kraft gesetzten Edikte (ratthaniyom) zu Kleidungs- und Verhaltensvorschriften. Er führte europäische Kleidung, Blusen und Röcke für Frauen, Hemden und Hosen für Männer, Hüte für beide Geschlechter, verpflichtend ein. Dabei spielte seine Zeit in Frankreich eine Rolle, die ihn in modischer Hinsicht geprägt hatte. Dass Thailänder keine Krawatte, viele nicht einmal ein Hemd trugen, ließ sie ihm im Vergleich zu Europäern rückständig erscheinen. Generell erschienen ihm Europäer als moderner. Er hoffte, dass die Thailänder durch einen europäischen Kleidungsstil insgesamt entwickelter und „zivilisierter“ wirken würden. Gegen das Tragen von traditioneller Kleidung verhängte die Regierung disziplinarische Maßnahmen. Die neue Kleiderordnung setzte sich durch, wobei nur das Huttragen unpopulär blieb. Das in der Provinz weit verbreitete Betelnuss-Kauen wurde verboten, ebenso das Am-Bodensitzen am Straßenrand, das in den Augen des Regimes körperliche Schwäche des Volkes vermittelte.
Weitere Vorschriften forderten die Benutzung von Besteck anstelle des Essens mit den Händen, wie auch das Applaudieren nach Reden, Theater- und Musikdarbietungen. Phibunsongkhram hielt die Männer des Landes an, ihre Frauen respektvoll zu behandeln. Er wünschte sich beispielsweise, dass Thailänder, nach europäischer Sitte, ihre Frau zum Gruß küssen sollten. Phibunsongkhram bezeichnete die thailändische Frau als „Blume der Nation“ und förderte Schönheitswettbewerbe, die gleichzeitig die neue Kleiderordnung propagierten. Des Weiteren führte er den westlichen Kalender ein, der am 1. Januar anstelle des thailändischen Neujahrsfests im April beginnt. In dieser Zeit wurde der Gruß sawatdi („Heil“) eingeführt. Ebenso die sogenannten Höflichkeitspartikel khrap (für männliche Sprecher) und kha (für weibliche). Die Bevölkerung akzeptierte diese Verordnungen überwiegend, da viele glaubten, nur so könne Thailand in den Kreis der zivilisierten Völker gelangen.
Phibunsongkhram versuchte mit dem Trachten nach einer kulturellen Neudefinition auch, die Leerstelle zu füllen, die durch den Wegfall der absoluten Monarchie als Identifikationsmittel entstanden war. Anstelle früherer königlicher Festivitäten führte er „nationale“ Ereignisse ein. Den Jahrestag der Siamesischen Revolution von 1932 ließ er als nationalen Feiertag begehen. Neben der Königshymne wurde eine Nationalhymne geschaffen. Ihr Text, der bis heute gesungen wird, ist von Nationalismus und Militarismus geprägt, betont die Einheit und den Opfermut der thailändischen „Rasse“. Das Volk hat um 8 Uhr morgens und um 6 Uhr abends das Hissen der Flagge und Abspielen der Hymne stehend zu begrüßen.

### Französisch-Thailändischer Krieg

Phibunsongkhram nimmt eine Parade während des Französisch-Thailändischen Kriegs ab (1941)

Im November 1940 begann Phibunsongkhram den Französisch-Thailändischen Krieg gegen die französischen Kolonialtruppen in Indochina, die der Vichyregierung unterstanden. Die französischen Einheiten in Südostasien waren infolge der Kapitulation des Mutterlandes gegenüber dem Deutschen Reich im Juni 1940 weitgehend orientierungslos. Japan hatte diese Schwäche bereits genutzt und sich Truppenstationierungs- und Nutzungsrechte für Flugplätze und Seehäfen erzwungen. Formell erkannten die Japaner aber die Oberhoheit Vichy-Frankreichs über Indochina an. Die thailändische Regierung befürchtete, dass Japan auch Laos und Kambodscha annektieren und die Hoffnung auf Rückkehr der 1907 an Frankreich abgetretenen Gebiete zunichtemachen könnte. Daher entschloss sich Phibunsongkhram zum Angriff. Die thailändische Marine wurde in einer Seeschlacht im Golf von Thailand geschlagen, zu Land und in der Luft endete der Krieg im Januar 1941 aber mit dem Sieg Thailands. Japan drängte seine beiden Satellitenstaaten zum Ende des Konflikts und handelte ein Abkommen aus.

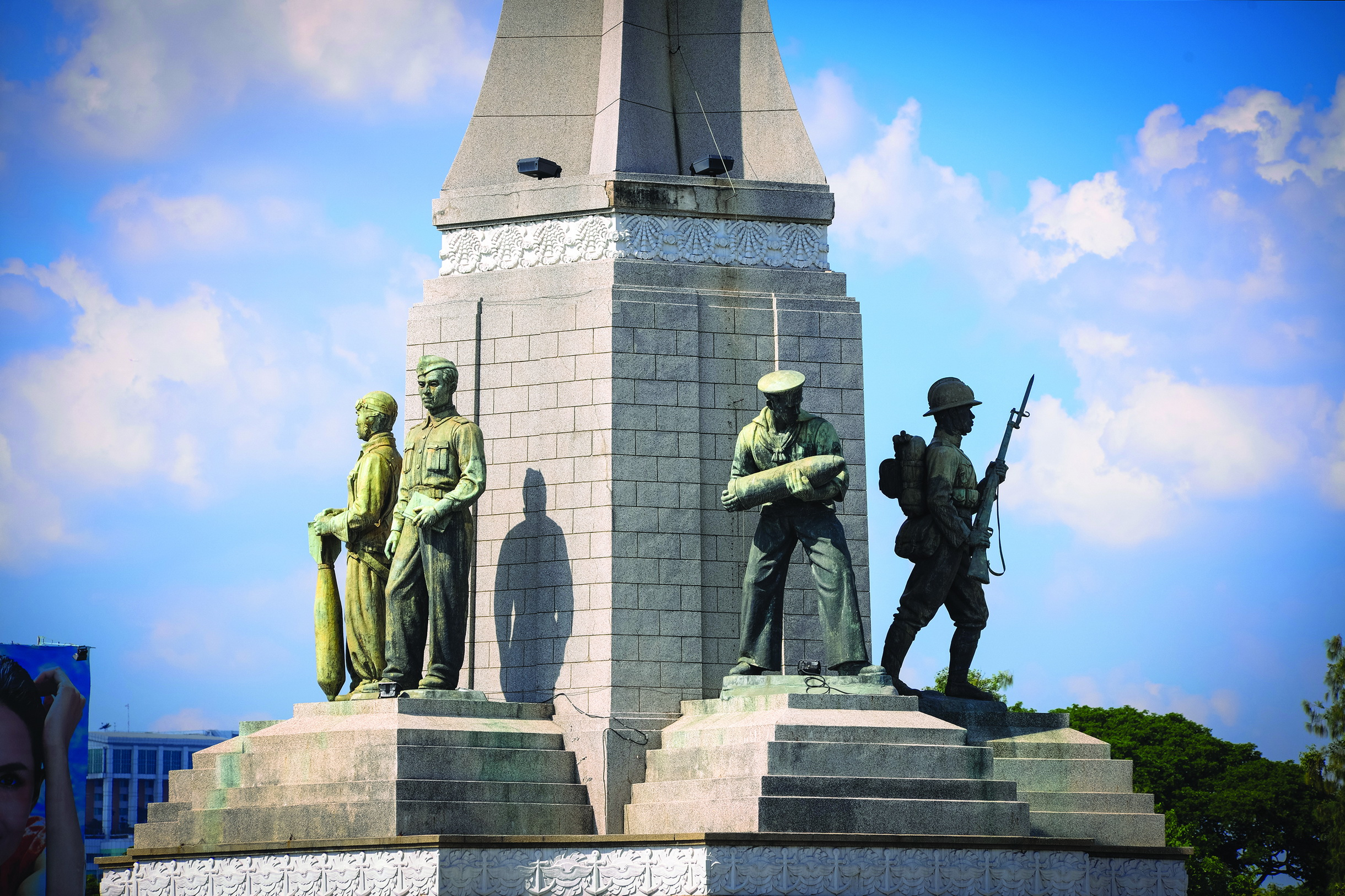
Die Siegessäule in Bangkok erinnert an die Gebietsgewinne im Französisch-Thailändischen Krieg.

Frankreich musste die westlich des Mekong gelegenen Gebiete Laos sowie den Norden und Westen Kambodschas an Thailand abtreten. Besonders wertvoll war die Provinz Battambang, die eines der produktivsten Reisanbaugebiete Südostasiens war. Die übrigen gewonnenen Gebiete waren weitgehend unerschlossener Dschungel. Der unter thailändische Kontrolle gekommene Teil der Provinz Siem Reap (die Provinzhauptstadt und Angkor Wat blieben französisch) wurde zu Ehren des Feldmarschalls in „Provinz Phibunsongkhram“ umbenannt. Zur Erinnerung an den Sieg gab Phibunsongkhram die Errichtung des Siegesdenkmals in Auftrag, das im faschistischen Stil gestaltet wurde.

### Innenpolitische Stärkung und Personenkult

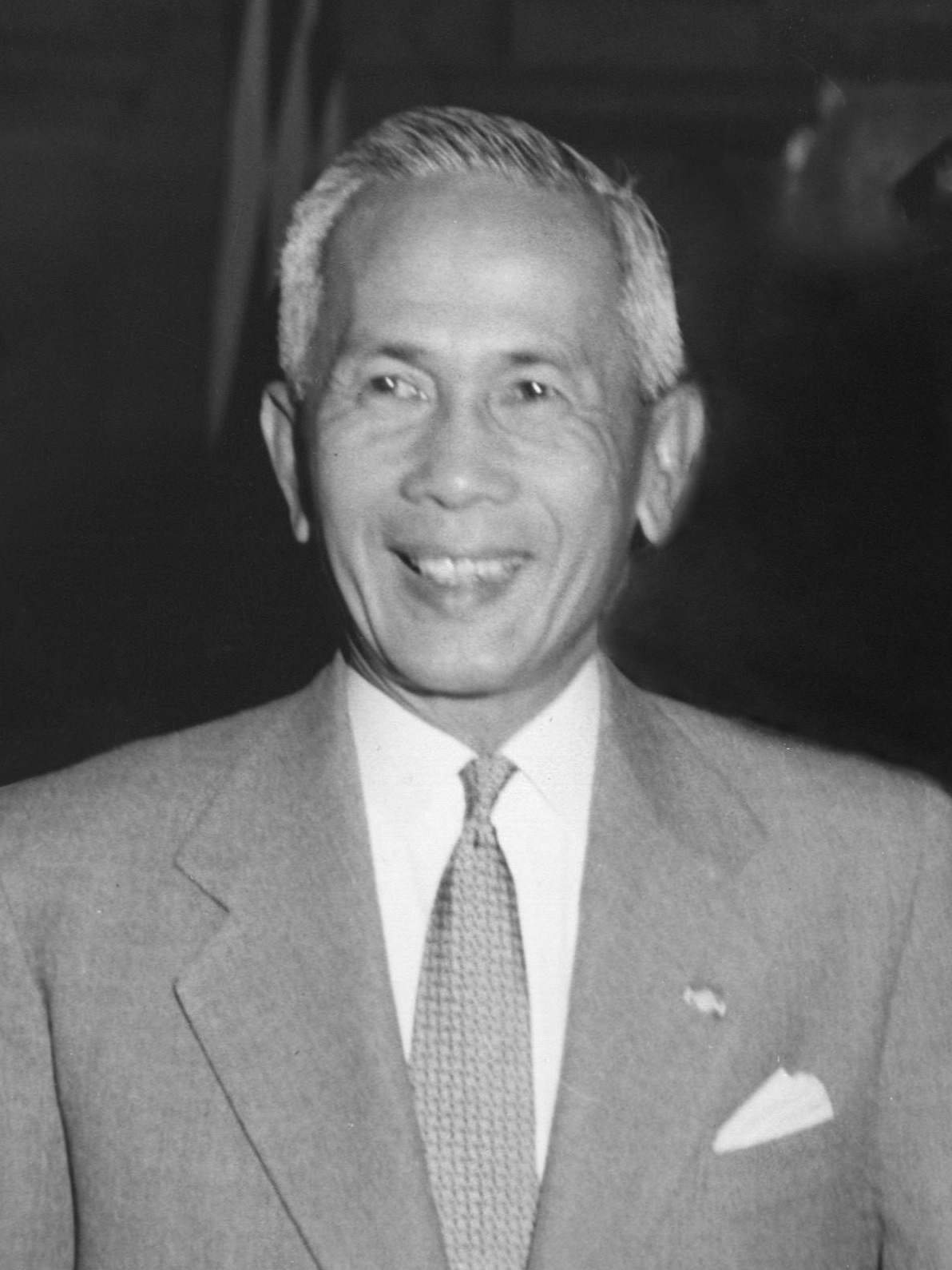
Phibunsongkhram (1955)

Phibunsongkhram konnte sich seinen militärischen Erfolg und die Situation des beginnenden Zweiten Weltkrieges innenpolitisch zunutze machen. Die Erneuerung und Stärkung der Streitkräfte schien geboten. Der liberale Flügel um seinen Rivalen Pridi Phanomyong, der sich gegen die Dominanz des Militärs wehrte, wurde so in die Defensive gedrängt. Der Ministerpräsident konnte seine Führung zu einem unangefochtenen Status und diktatorischer Kontrolle ausbauen. Er regierte nun faktisch durch Verordnungen und ohne das Parlament. Während er bis 1941 noch Kompromisse mit seinen einstigen Verbündeten einging, wurden sie bei der Kabinettsumbildung im August 1941 nicht mehr einbezogen. Militärs dominierten zunehmend das Kabinett, Zivilisten verloren ihren Einfluss. Phibunsongkhram erklärte sich selbst zum Oberbefehlshaber aller drei Waffengattungen und ließ sich direkt vom Generalmajor zum Feldmarschall befördern.
Phibunsongkhram ergriff nun auch Maßnahmen, den monarchistischen Einfluss in der buddhistischen Sangha zu verdrängen. Das neue Sangha-Gesetz von 1941, das das zuvor geltende von 1901 außer Kraft setzte, hob die zentrale Stellung des Königs und die herausgehobene Rolle des Thammayutika-Ordens auf und richtete eine Struktur ein, die der seit 1932 geltenden politischen Verwaltungsstruktur nachempfunden war.

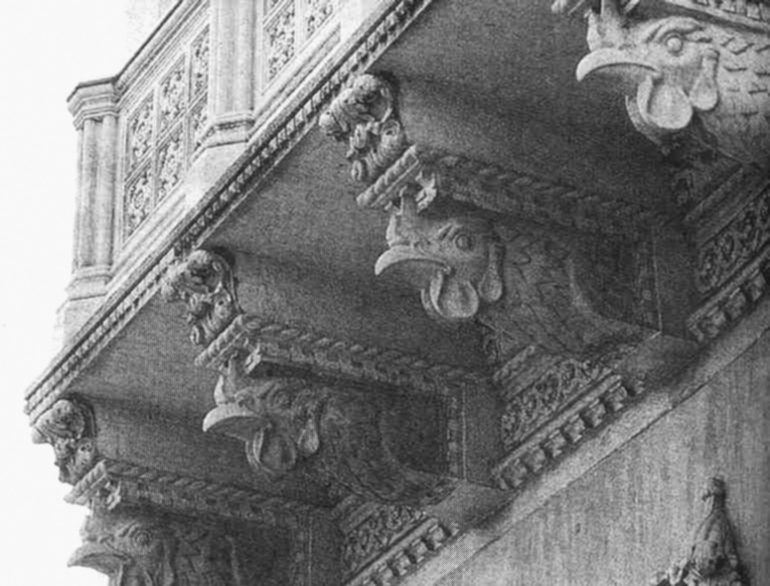
Hühnerkopf-Skulptur Verziert an der Dachtraufe des Balkonbodens des Gebäudes im Inneren des Thai Khu Fah-Gebäudes. Regierungsgebäude

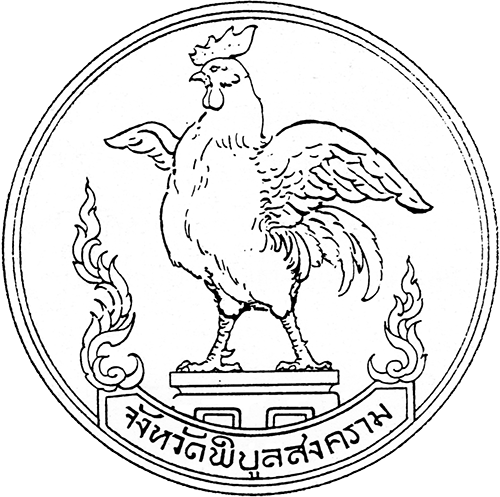
Das Siegel der Provinz Phibunsongkhram zeigt einen Hahn, Phibunsongkhrams Tierkreiszeichen

Vom ersten Kriegserfolg gestärkt, betrieb das Regime einen Personenkult um Phibunsongkhram. Seine Zitate und Bilder, die ihn in selbstbewusster Pose zeigten, waren auf Plakaten omnipräsent. Das Radio übertrug seine wortgewaltigen Reden, die in ihrer Offenherzigkeit überzeugend wirkten. Sein Geburtstag am 14. Juli wurde nationaler Feiertag. Auch versuchte er, die Grußformel „Heil Phibun!“ (sawatdi Phibun) durchzusetzen. In öffentlichen Dekorationen spielte häufig der Hahn, Phibunsongkhrams Tierkreiszeichen gemäß chinesischer Astrologie statt des Rades, das das Symbol der herrschenden Chakri-Dynastie ist, eine Rolle. Ebenfalls dominant wurde die Farbe Grün verwendet, da Phibunsongkhram an einem Mittwoch geboren war, der in der thailändischen Tradition mit dieser Farbe assoziiert wird. Kinos mussten nach jeder Vorstellung ein Bild des Premiers zeigen, vor dem die Zuschauer aufstehen und sich verneigen sollten. Auch jede Familie sollte zu Hause ein Bild von ihm haben. Zeitungen wurden verpflichtet, ihn in ihren Überschriften zu verherrlichen. Ab Anfang 1942 ließ Phibunsongkhram sich als phu nam („der Führer“) bezeichnen. Ein von der Regierung verbreiteter Slogan war: „Glaubt an den Führer und die Nation wird außer Gefahr sein.“
Im Mai 1942 ließ Phibunsongkhram das „Gesetz über die Abschaffung von Rängen und Titeln“ verabschieden. Es beendete die Vergabe der traditionell vom König an höhere oder besonders verdiente Militärs und Bürokraten verliehenen feudalen Ehrentitel Chao Phraya, Phraya, Phra, Luang und Khun. Phibunsongkhram legte seinen eigenen Luang-Titel ab und begann, wieder seinen bürgerlichen Vornamen Plaek zu führen. Er regte bei allen Staatsbediensteten an, es ihm gleichzutun. Die Reform war jedoch eher ein Zugeständnis an seine Verbündeten in der Volkspartei, die auf Umsetzung der anti-aristokratischen Ideale der Revolution von 1932 drängten. Phibunsongkhram selbst war eigentlich ein Freund von Titeln und Auszeichnungen. Da er nicht bereit war, seinen Ehrennamen Phibunsongkhram aufzugeben, machte er ihn zu seinem Nachnamen und kürzte den Vornamen in der Regel ab.

### Zweiter Weltkrieg
Trotz Phibunsongkhrams ideologischer Nähe zu den Achsenmächten schreckte seine Regierung davor zurück, sich offen gegen Großbritannien und die USA zu stellen, die für Thailand wichtige Handelspartner waren. Für die Strategie der Japaner hatte Thailand als einziges nicht kolonisiertes Land in Südostasien eine große Bedeutung. Sie drängten Thailand 1941, ein Abkommen mit Großbritannien zu kündigen. Auch nach Ausbruch des Krieges zwischen Japan und England versuchte Phibun, an einer Politik der Neutralität festzuhalten. Am 8. Dezember 1941 landeten japanische Truppen daraufhin an den Küsten Thailands und stellten Phibunsongkhram ein Ultimatum, in dem sie Truppenstationierungs- und Durchmarschrechte für ihre Offensive gegen die britischen Kolonialgebiete Birma und Malaya forderten. Die thailändischen Streitkräfte leisteten zunächst Widerstand, am 11. Dezember lenkte Phibunsongkhram jedoch ein.

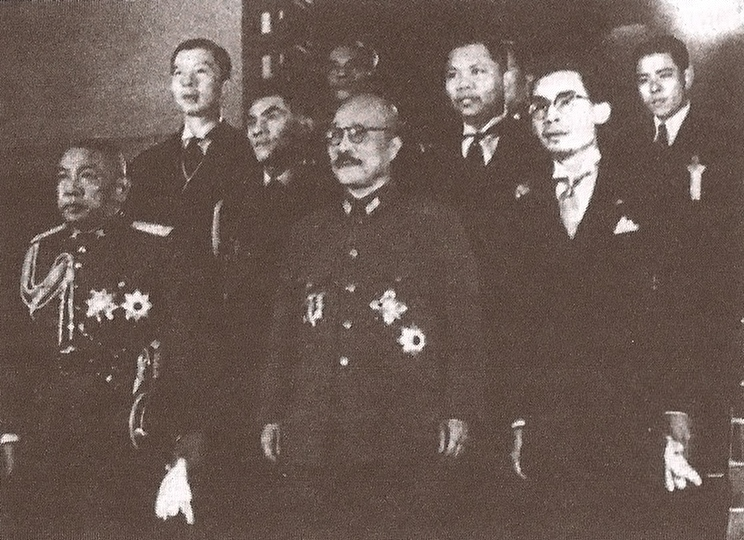
Phraya Phahon Phonphayuhasena (ganz links), Thawan Thamrongnawasawat (links) und Direk Jayanama (rechts) mit Tōjō Hideki (Mitte) in Tokio 1942

Am 21. Dezember schloss er einen gegenseitigen Verteidigungspakt mit dem Regime von General Tōjō Hideki. Im Gegenzug für die thailändischen Zugeständnisse garantierte Japan Phibunsongkhram die Unabhängigkeit Thailands, den Erhalt der Selbstständigkeit der thailändischen Armee und ihre Kontrolle über die militärischen Einrichtungen im Land sowie Unterstützung beim Rückerwerb der 1909 an Großbritannien abgetretenen Gebiete in Birma und Malaya. Ob für Phibunsongkhram nur das nationale Interesse, der Schutz Thailands vor Annexion und Zerstörung durch die Aggression Japans im Vordergrund stand, oder auch seine eigene ideologische Nähe zum japanischen Regime ein wichtiges Motiv war, kann rückblickend nicht zweifelsfrei geklärt werden. Kabinett und Parlament stimmten der Allianz zu.
Die am 25. Januar 1942 folgende Kriegserklärung an die Vereinigten Staaten und England stieß dagegen auf Widerstand. Finanzminister Pridi Phanomyong und Außenminister Direk Jayanama traten aus Protest zurück. Der thailändische Botschafter in Washington, D.C., Seni Pramoj, hielt die Erklärung für ungültig und weigerte sich, sie an die USA-Regierung zu übermitteln. Im Mai 1942 eroberten thailändische Truppen gemeinsam mit der japanischen Armee den Nordosten von Birma. Im August 1943 sprach Japan die Shan-Staaten vertraglich Thailand zu, ebenso die nordmalaiischen Sultanate, die bis 1909 unter thailändischer Kontrolle gewesen waren.
Der Zweite Weltkrieg setzte Thailand wirtschaftlich sehr zu. Ein Großteil der Abnehmer thailändischer Bodenschätze wandte sich ab. Auch wichtige Importe aus Europa fielen weg. Der Wert des Baht verlor gegenüber dem Yen deutlich. Das war gravierend, da sich Thailand im Mai 1942 verpflichtet hatte, alle Außenhandelskonten in der japanischen Währung zu begleichen. Während sich Importe verteuerten, sank der Preis für thailändische Produkte in Japan. Dies brachte eine zunehmende Geldentwertung, Schwarzhandel und Bestechlichkeit mit sich.
Im Juni 1942 gestand Phibunsongkhram ein, dass Thailand dem Bankrott nahe war. Japan gewährte seinem Verbündeten eine Anleihe in Höhe von 200 Millionen Yen. Die japanische Armee trat allerdings wie eine Besatzungsmacht auf. Sie forderte die Lieferung von Reis und weiteren Nahrungsmitteln. Sie zog sogar Büffel ein, die eigentlich zum Pflügen nötig waren. Metallprodukte, Maschinen und Konsumgüter aller Art wurden entweder konfisziert oder aufgekauft und nach Japan gebracht. Die Japaner verlangten die massenhafte Zwangsmobilisierung thailändischer Arbeiter für Bauvorhaben, wie die Thailand-Burma-Eisenbahn („Eisenbahn des Todes“). Allein bei diesem Projekt starben über 250.000 Zwangsarbeiter, vorwiegend Zivilisten aus Südostasien, daneben auch alliierte Kriegsgefangene.
1943 ließ Phibunsongkhram spezialisierte Universitäten gründen, namentlich die Universität für Medizinische Wissenschaft (heute Mahidol-Universität), die Kasetsart-Universität (Landwirtschaft) und die Silpakorn-Universität (Kunst). Letztere wurde von Silpa Bhirasri (Geburtsname Corrado Feroci) geleitet, einem aus Italien stammenden Bildhauer, der in Phibunsongkhrams Auftrag zahlreiche Monumente und Statuen schuf und als der Künstler des Regimes galt.

### Widerstand und Entmachtung
Ab 1942 konstituierte sich die Seri-Thai-Bewegung („Freie Thai“) als Widerstandsbewegung gegen die Kollaboration mit den japanischen Okkupatoren. Ihre Führungsfiguren waren der Kronregent Pridi Phanomyong und der thailändischen Botschafter in Washington, D.C., Seni Pramoj. Das Netzwerk versuchte, wichtige Positionen in Politik, Militär und Wirtschaft mit seinen Leuten zu besetzen. Da es Mitte 1944 offenbar wurde, dass der Einfluss Japans zurückging, gelang dies auch und ein Großteil der zivilen Eliten schloss sich der Widerstandsbewegung an. Phibun, der nach außen hin an der Seite der Japaner stand, deckte die Opposition und verriet sie nicht an die Japaner. Er ließ auch seinen Stellvertreter, Polizeigeneral Adun Adundetcharat, gewähren, der als Leiter des Geheimdienstes mit den Alliierten zusammenarbeitete. Adun nahm amerikanische Agenten des OSS persönlich in Gewahrsam, anstatt sie an die Japaner auszuliefern, und schützte sie so.
Die allgemeine Unzufriedenheit mit der Phibunsongkhram-Regierung nahm wegen der desaströsen wirtschaftlichen Lage zu. Auch stießen die Edikte des Ministerpräsidenten, wie die Verpflichtung von Regierungsbeamten zu Volkstanzunterricht, zunehmend auf Unverständnis. Als Phibunsongkhram im Juli 1944, trotz Kriegs und wirtschaftlicher Not, die Verlegung der Hauptstadt von Bangkok nach Phetchabun und die Errichtung eines riesigen buddhistischen Parks (Phutthamonthon) beschließen lassen wollte, verweigerte ihm das Parlament die Gefolgschaft. Ein Abgeordneter der Opposition, Thong-in Phuriphat, behauptete, dass für den bereits begonnenen Bau der neuen Hauptstadt im malariaverseuchten Dschungel des Nordens 100.000 Thailänder zur Zwangsarbeit herangezogen worden seien, von denen 10.000 gestorben seien. Diese Zahlen lassen sich jedoch nicht überprüfen. Phibunsongkhram rechtfertigte sich später, nach Kriegsende, dass die Verlegung der Hauptstadt ins schwer zugängliche Bergland notwendig gewesen sei, um Thailand vom japanischen Einfluss zu befreien. Zudem war Bangkok von alliierten Luftangriffen betroffen. Seine Gegner bezeichneten das Projekt hingegen als größenwahnsinnig.
Der Premier erklärte am 24. Juli 1944 seinen Rücktritt. Er hielt sich noch für unersetzlich und glaubte, der Regentschaftsrat würde, wie bei einer früheren Rückzugsdrohung im Februar 1943, sein Entlassungsgesuch zurückweisen, oder ihn, mangels Alternative, gleich wieder ernennen. Das Parlament wählte jedoch Khuang Aphaiwong als Nachfolger, der zwischen den Seri-Thai-Kräften und dem Phibunsongkhram-Lager stand, und sowohl den Alliierten als auch den Japanern vermittelbar war. Phibunsongkhram blieb zunächst Oberster Befehlshaber der Streitkräfte und versuchte, in dieser Position die faktische Kontrolle über das Land zu behalten. Daraufhin ließ der Minister Thawi Bunyaket, der der Seri-Thai-Bewegung angehörte, am 24. August eine Erklärung verbreiten, dass Phibunsongkhrams Stellung als Oberster Befehlshaber verfassungswidrig sei; laut Verfassung musste der König formell Oberster Befehlshaber sein. Zur Gesichtswahrung wurde Phibunsongkhram zum „Obersten Ratgeber“ der Streitkräfte ernannt. Er nahm die Entmachtung hin und zog sich aufs Land zurück.

## Vorübergehender Rückzug aus der Politik (1944–1948)

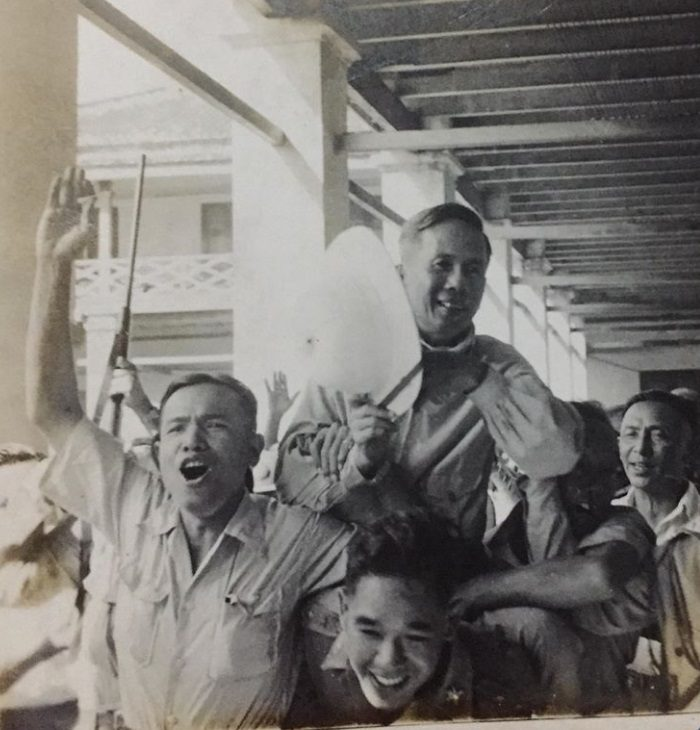
Phibunsongkhram kehrte in die thailändische Politik zurück und führte die Junta 1947 nach dem Putsch

Die Niederlage der Achsenmächte führte zu Phibunsongkhrams Inhaftierung, doch nach fünf Monaten in Haft sprach ihn das Militärtribunal frei. Der Grund dafür war, dass die Nachkriegsregierung von Seni Pramoj das Kriegsverbrechergesetz, nach dem Phibunsongkhram – möglicherweise sogar zum Tode – verurteilt werden sollte, erst rückwirkend in Kraft gesetzt hatte. Dabei zahlte sich vermutlich aus, dass Phibunsongkhram während des Krieges trotz ihrer Rivalität nie ganz mit seinem einstigen Weggefährten Pridi Phanomyong gebrochen hatte. Pridi war in der Nachkriegszeit sehr einflussreich und plädierte gegen eine Bestrafung Phibuns. Dieser zog sich aus dem politischen Leben zurück.
Es folgte eine kurze Phase der Mehrparteiendemokratie, in der das Militär kaum eine politische Rolle spielte. Entgegen seinem Versprechen, sich der politischen Betätigung zu enthalten, gründete Phibunsongkhram im Frühjahr 1947 die konservative Thammathipat-Partei („Herrschaft des Dharma“). Phibunsongkhram nahestehende Offiziere, um Phin Choonhavan, nutzten die instabile Situation nach dem unaufgeklärten Tod des jungen Königs Ananda und putschten im November 1947. Die Putschisten setzten zunächst den Vorsitzenden der Demokratischen Partei, Khuang Aphaiwong, als Ministerpräsidenten ein, da sie vermuteten, dass Phibunsongkhram für die Siegermächte noch kein akzeptabler Verhandlungspartner wäre. Sie ließen ihn aber im April 1948 fallen und Phibunsongkhram übernahm die Rolle des Premierministers ein zweites Mal.

## Zweite Amtszeit als Ministerpräsident (1948–1957)

### Machtkämpfe im Innern bis 1951

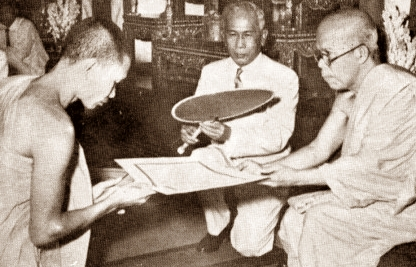
Phibunsongkhram mit dem Vorsitzenden des Sangha-Rates bei der Diplomvergabe an der buddhistischen Universität Mahachulalongkorn Rajavidyalaya

Während seiner zweiten Amtszeit hatte Phibunsongkhram keine unbeschränkte Macht wie während der ersten. Er musste mit der Coup-Gruppe, die ihn an die Macht gebracht hatte, zusammenarbeiten, insbesondere mit den machtbewussten Offizieren Sarit Thanarat (ab 1954 Oberkommandierender des Heeres) und Phao Siyanon (ab 1951 Generaldirektor der Polizei). Es war von einem Triumvirat Phibun–Phao–Sarit die Rede. Zwischen verschiedenen Kreisen innerhalb des Militärs herrschten ständig Machtkämpfe und Konflikte.
Die Coup-Gruppe verfolgte die liberale Opposition, die dem exilierten Pridi Phanomyong nahestand. 1948 wurde einer Reihe von Abgeordneten dieser Fraktion aus den Nordostprovinzen (Isan) der Prozess gemacht. Ihnen wurde Separatismus vorgeworfen. Angeblich planten sie, den Nordosten von Thailand zu lösen und einen autonomen Staat zu schaffen. Um die Pridi nahestehende, radikale Gewerkschaft Central Labour Union (CLU) zu schwächen, gründete Phibunsongkhram die Thai Labour Union (TLU). Die TLU war korporatistisch und antikommunistisch ausgerichtet und warb bis zum Ende von Phibunsongkhrams Amtszeit über 20.000 Mitglieder an. Im Februar 1949 kehrte Pridi heimlich aus Singapur nach Thailand zurück und unternahm mit Angehörigen der Marine einen erfolglosen Putschversuch.
Beim sogenannten „Manhattan-Putsch“ am 29. Juni 1951 entführten Marineoffiziere Phibunsongkhram während einer Zeremonie zur Übergabe des amerikanischen Baggerschiffs Manhattan an Thailand und brachten ihn auf das Flaggschiff der Marine Si Ayutthaya. Obwohl Phibunsongkhram die Streitkräfte zu größtmöglicher Vorsicht aufrief, waren die Offiziere an den Spitzen von Armee und Polizei nicht bereit, auf die Forderungen der Rebellen einzugehen, um das Leben des Ministerpräsidenten zu retten. Der Aufstand wurde mit brutaler Gewalt niedergeschlagen. Luftwaffe und Polizei bombardierten sogar die Si Ayutthaya, unter Inkaufnahme des Todes Phibunsongkhrams. Insgesamt starben bei dem unkontrollierten Vorgehen der Truppen 1200 Menschen, zumeist Zivilisten, 1800 wurden verletzt. Der Premier selbst konnte von dem sinkenden Schiff ans Ufer schwimmen. Der Vorfall zeigte aber, dass Phibunsongkhrams Verbündete in den Streitkräften den Regierungschef nicht für unersetzlich hielten und die eigentliche Macht inzwischen bei den Generälen Phao und Sarit lag.
Bis Ende 1951 brauchte Phibunsongkhram noch das Parlament zum Regieren. Das Militär und er hatten aber keine sichere Mehrheit. Der Premier zog daher Abgeordnete mit Bestechung und Druck auf seine Seite. Ende 1951 stand die Rückkehr des jungen Königs Bhumibol Adulyadej von seinen Studien in Europa nach Thailand an. Bhumibol hatte eine ablehnende Haltung gegenüber der amtierenden Regierung, der Coup-Gruppe und Phibunsongkhram. Die führenden Offiziere der Coup-Gruppe drängten Phibunsongkhram, die Nationalversammlung aufzulösen und die Verfassung von 1949 aufzuheben. Sie wollten so ihre Abhängigkeit von zivilen Parlamentariern beenden und das Risiko eines Machtverlusts an die Royalisten ausschließen. Phibunsongkhram lehnte das jedoch ab.
Daraufhin bildeten neun Offiziere einen Exekutivrat und verkündeten über den Rundfunk die Aufhebung der geltenden Verfassung, die Rückkehr zum autoritäreren, zugleich weniger monarchischen, Grundgesetz von 1932 und die Auflösung des Parlaments. Das Ereignis ist als der „stille“ oder „Radio-Coup“ bekannt. Anschließend wurde Phibunsongkhram wieder mit der Regierungsbildung betraut. Er wollte zunächst ablehnen, nahm die vollendeten Tatsachen dann aber doch hin und übernahm erneut das Amt des Ministerpräsidenten. In dem neuen Kabinett besetzten hochrangige Militärs alle wichtigen Positionen. Nach dem Coup war Phibunsongkhram gegenüber den aufstrebenden Offizieren, die mit ihm in Konkurrenz um die Macht standen, geschwächt. Aber auch die Rivalität zwischen dem von General Sarit und dem von Polizeidirektor Phao geführten Flügel in der Armee nahm zu. Da die beiden unbedingt verhindern wollten, dass ein Vertreter der jeweils anderen Gruppierung an die Staatsspitze aufstieg, konnte Phibunsongkhram im Amt bleiben.

### Pro-amerikanische Außenpolitik

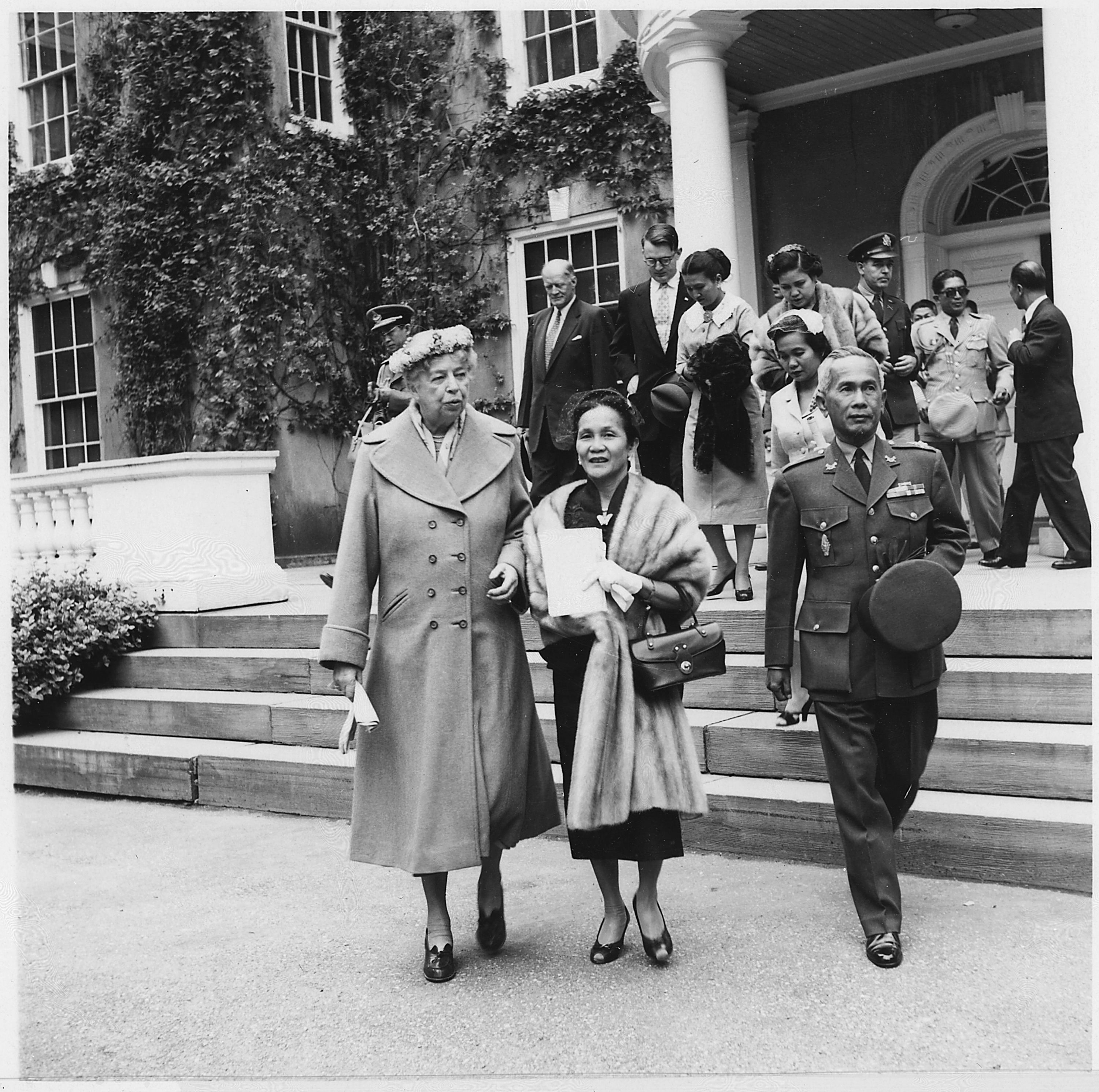
Phibunsongkhram und seine Frau mit Eleanor Roosevelt in New York 1955

Phibunsongkhram stand während des beginnenden Kalten Krieges treu an der Seite der USA. Die neue Regierung beendete bereits 1948 die unter Pridi begonnene Unterstützung der nationalen Befreiungsbewegungen in Indochina. Sie erkannte im Gegenteil sogar den von den USA und Frankreich unterstützten „Staat Vietnam“ unter der Führung von Bảo Đại an. 1950 entsandte Phibunsongkhram im Auftrag der UNO 4000 Soldaten in den Koreakrieg. Thailand war 1954 ein Gründungsmitglied des antikommunistischen Militärbündnisses SEATO.
Im Zeitraum von 1951 bis 1957 gewährten die Vereinigten Staaten ihrem treuesten Verbündeten in Südostasien 222 Millionen US-Dollar Militär- und 149 Millionen Dollar Wirtschaftshilfe. Die westlichen Verbündeten Thailands sahen Phibunsongkhram als den einzigen fähigen Staatsmann des Landes und als bevorzugten Gesprächspartner an. Das war ein wichtiger Faktor dafür, dass er sich als Premier im Amt halten konnte und die ehrgeizigen rivalisierenden Offiziere, die auch von den Zahlungen aus Amerika profitieren wollten, ihn als Regierungschef akzeptierten.

### Demokratisierungsversuche und Entmachtung
Nach einer ausgedehnten Auslandsreise in die USA und nach Europa 1955 war Phibunsongkhram anscheinend von Demokratie und Redefreiheit begeistert. Nach dem Vorbild des Hyde Park in London richtete er auf dem Sanam Luang in Bangkok einen „Speakers’ Corner“ ein. Phibunsongkhram ließ die Bildung politischer Parteien zu, amnestierte politische Gegner und plante freie Wahlen, um sich von Feldmarschall Sarit, dem Oberkommandierenden des Heeres, und Polizeigeneral Phao unabhängig zu machen. Er gründete die Seri-Manangkhasila-Partei, die von den einflussreichsten Militärs dominiert wurde und die Regierung stellte. Sarit und Phao traten der Partei ebenfalls bei und gründeten interne Flügel, um ihre jeweilige Machtbasis abzusichern. Phibunsongkhram wurde Vorsitzender, Sarit Vizechef und Phao Generalsekretär der Partei.
Außerdem präsentierte sich Phibunsongkhram in dieser Zeit als Freund der Arbeiter. Das Arbeitsgesetz vom Januar 1957 legalisierte Gewerkschaften, begrenzte die wöchentliche Arbeitszeit auf 48 Stunden, regelte Ferien- und Überstundenzeiten, Gesundheits- und Arbeitsschutz-Vorschriften. Der Erste Mai wurde gesetzlicher Feiertag.

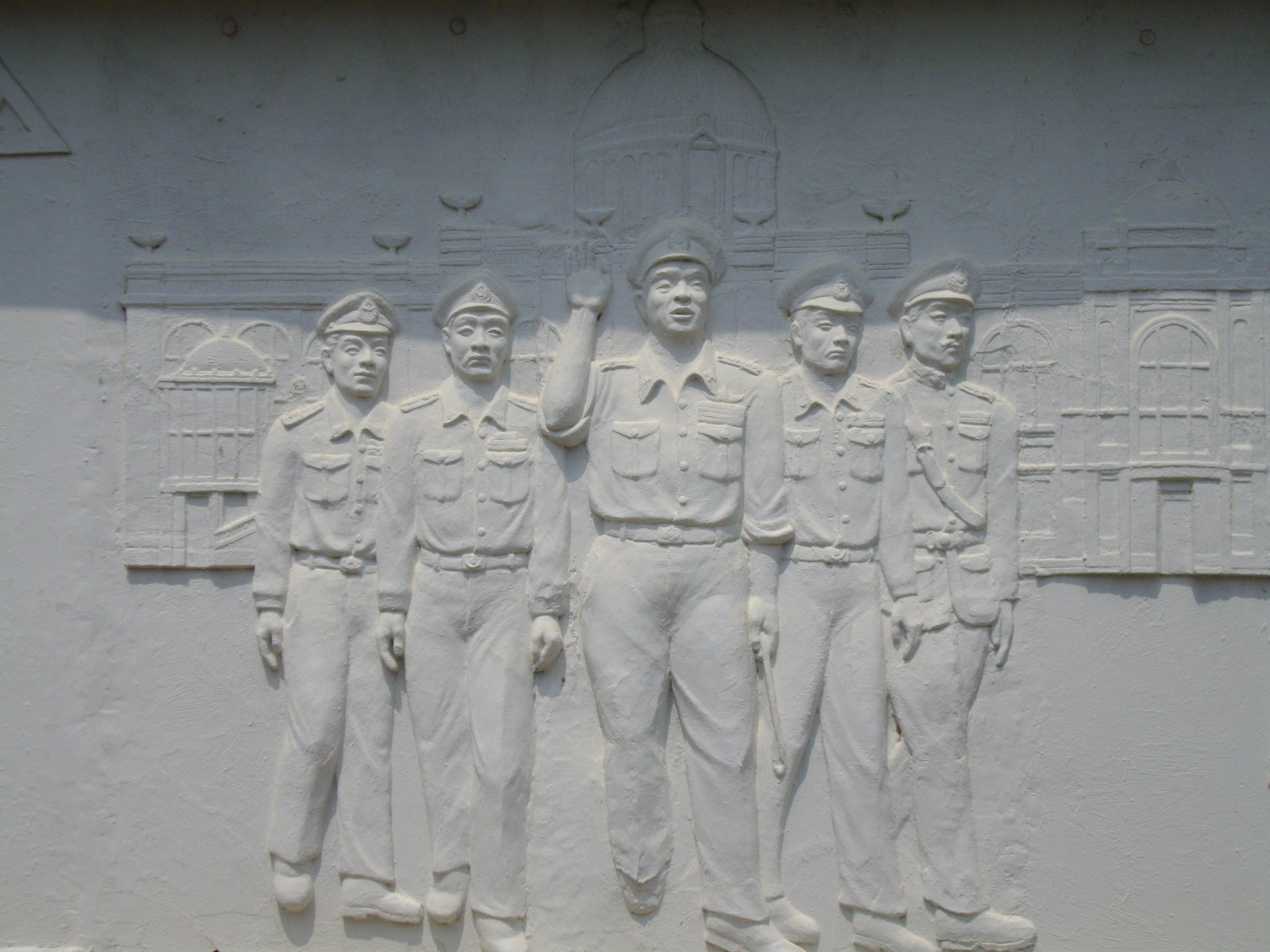
Relief, das den Putsch von 1957 darstellt, am Denkmal für Sarit Thanarat in Khon Kaen

Im Februar 1957 ließ Phibunsongkhram Wahlen abhalten. Der Generalsekretär der Regierungspartei manipulierte diese jedoch durch Einschüchterung der Opposition, Stimmenkäufe und Wahlfälschung stark. Darauf kam es zu großer öffentlicher Kritik am Regierungschef und an Polizeidirektor Phao. Teile des Militärs um Feldmarschall Sarit schlossen sich ihr an, um bei dieser Gelegenheit die Rivalen loszuwerden. Sie griffen öffentlich die Wahlfälschungen an und deckten weitere Korruptionsaffären auf.
Zudem wurde Phibunsongkhram mangelnder Respekt vor der Monarchie vorgeworfen. Der anti-aristokratisch eingestellte Premier war stets bemüht, die Rolle der Monarchie auf ein konstitutionelles Mindestmaß zu beschränken. Phibunsongkhram hatte religiöse Funktionen, die traditionell dem Monarchen zustanden, an sich gezogen. So leitete der Ministerpräsident und nicht der König 1956/57 die Feierlichkeiten zum 2500-jährigen Bestehen des Buddhismus. Er konnte damit jedoch nicht, wie erhofft, seine Popularität bei der Landbevölkerung steigern. König Bhumibol Adulyadej machte seine Abneigung gegen Ministerpräsident Phibunsongkhram deutlich. Bhumibol fand, dass dieser sich wie ein „zweiter König“ aufführte. Mit den Vorwürfen des Wahlbetrugs, der Selbstherrlichkeit und der ungenügenden Achtung vor der Monarchie rechtfertigten Feldmarschall Sarit und dessen Flügel innerhalb der Armee einen Staatsstreich am 16. September 1957, mit dem sie Phibunsongkhram entmachteten.

## Exil und Tod (1957–1964)

Der alte Phibunsongkhram in zivil

Phibunsongkhram musste das Land verlassen. Er ging zunächst nach Kambodscha und setzte sich schließlich in Japan zur Ruhe. Mehrfach lehnte das neue Regime von Sarit seine Bitten, ihm die Rückkehr in die Heimat zu erlauben, ab. 1960 reiste Phibunsongkhram nach Indien, um für einige Zeit Mönch im Tempel in Bodhgaya zu sein. Am 11. Juni 1964 starb Plaek Phibunsongkhram an Herzversagen. Nach seinem Tod wurde seine Asche in einer Urne nach Thailand überführt und mit militärischen Ehren im von ihm gegründeten Wat Phra Sri Mahathat (auch „Tempel der Demokratie“) im Bangkoker Bezirk Bang Khen beigesetzt.

## Nachwirkung und Aufarbeitung
Einige von Phibunsongkhrams Reformen prägen die Kultur und das Alltagsleben Thailands bis heute. Dabei ist sich die Mehrheit der Thailänder zumeist nicht bewusst, dass diese auf den Feldmarschall zurückzuführen sind. So ist das von ihm eingeführte sawatdi der meistverbreitete Gruß, die Partikel khrap und kha gehören zwingend zur höflichen Sprache. Thailänder kleiden sich mit Selbstverständlichkeit im westlichen Stil. „Thailand“ hat sich als einzig gebräuchlicher Landesname eingebürgert und das ältere „Siam“ praktisch vollständig verdrängt. Die Pflicht zum Stillstehen, während um 8 und 18 Uhr die Nationalhymne übertragen wird, besteht bis heute. Das von Phibunsongkhram popularisierte Nudelgericht Pad Thai ist eine der thailändischen Nationalspeisen.
Die historische Rolle Phibunsongkhrams geriet im öffentlichen Bewusstsein in Vergessenheit, wurde verdrängt oder auf eine einseitige Perspektive reduziert. Viele Intellektuelle identifizierten sich eher mit Phibunsongkhrams Gegenspieler Pridi Phanomyong und verurteilten Phibunsongkhram. Der einflussreiche Sozialwissenschaftler Sulak Sivaraksa charakterisierte Phibunsongkhram beispielsweise als selbstsüchtigen, machtgierigen und opportunistischen Diktator, der die demokratische Entwicklung des Landes behinderte und den wirklichen Interessen Thailands Schaden zufügte. Phibunsongkhram wurde als Ultranationalist, als Rassist, der die chinesische Volksgruppe ausgrenzte und insbesondere als Antiroyalist erinnert. Er wurde vorwiegend mit eigensinnigen Ideen in Verbindung gebracht, deren Durchsetzung in das Privat- und Alltagsleben der Menschen eingriff und die ihm nachträglich Spott eintrugen: so das Verbot des Betelkauens und der verordnete Kuss zwischen Ehepartnern, bevor der Mann morgens zur Arbeit ging.
Historiker mieden die Auseinandersetzung mit der 15-jährigen Phibunsongkhram-Ära, die als dunkle Zeit abgestempelt wurde. Erst in den 1990er-Jahren kam es zu einer Neubewertung durch thailändische Historiker. Zuvor hatte bereits der englische Asienwissenschaftler Nigel Brailey 1986 Phibunsongkhrams Eintreten für die nationale Souveränität Thailands und die Verfassung von 1932 hervorgehoben. Die Parallelen zwischen Phibunsongkhrams Herrschaft und dem europäischen Faschismus verwarf er als oberflächlich. 1993 hielt die Thammasat-Universität auf Initiative ihres Professors Charnvit Kasetsiri eine erste Tagung ab, die die Rolle Phibunsongkhrams in der modernen Geschichte Thailands in den Mittelpunkt rückte. 1995 folgte eine Biographie Phibunsongkhrams von der Historikerin Kobkua Suwannathat-Pian, die Phibunsongkhram ebenfalls als prinzipientreu charakterisierte und Faschismusvergleiche als verzerrend ablehnte.
Der amerikanische Historiker E. Bruce Reynolds zeigte dagegen 2004 in einer Studie eine Vielzahl von Parallelen zwischen dem europäischen Faschismus und Phibunsongkhrams Ideologie – extremer, völkischer Nationalismus, Irredentismus, Militarismus, Betonung der Volkseinheit und Führerkult – sowie eine Reihe von expliziten und impliziten Bezugnahmen auf die Regimes von Hitler und Mussolini auf.

## Ehrungen
- 1940: Weißer Elefantenorden
- 1942: Orden von Chula Chom Klao
- 1955: Großkreuz des Verdienstordens der Bundesrepublik Deutschland